# Seabee Hook
Der Seabee Hook ist eine flache, hakenförmige Landspitze aus grober Vulkanasche an der Borchgrevink-Küste des ostantarktischen Viktorialands. Sie liegt 800 m westlich eines hohen und felsigen Bergkamms, der das Kap Hallett am nördlichen Ausläufer der Hallett-Halbinsel bildet.
Teilnehmer der ersten Operation Deep Freeze der United States Navy nahmen im Januar 1956 eine Vermessung von Bord des Eisbrechers USCGC Edisto vor. Benannt ist die Landspitze nach der englischsprachigen phonetischen Kurzform von „construction battalions“, den Bautrupps der US Navy.